# Olympische Jugend-Sommerspiele 2018/Teilnehmer (Fidschi)
| Gelbes Symbol für Goldmedaillen mit stilisierten Olympischen Ringen | Graues Symbol für Silbermedaillen mit stilisierten Olympischen Ringen | Braundes Symbol für Bronzemedaillen mit stilisierten Olympischen Ringen |
| ------------------------------------------------------------------- | --------------------------------------------------------------------- | ----------------------------------------------------------------------- |
| —                                                                   | —                                                                     | —                                                                       |

Die Jugend-Olympiamannschaft aus Fidschi für die III. Olympischen Jugend-Sommerspiele vom 6. bis 18. Oktober 2018 in Buenos Aires (Argentinien) bestand aus drei Athleten. Der Badmintonspieler Chang Ho Kim gewann die Silbermedaille im Teamwettkampf, diese floss jedoch nicht in die offizielle Wertung ein.

## Athleten nach Sportarten

### Badminton
Jungen
- Chang Ho Kim
Einzel: 9. Platz
Mixed: Silber  (im Team Omega)

### Leichtathletik
Mädchen
- Serenia Ragatu
400 m: 21. Platz

### Tischtennis
Mädchen
- Grace Rosi Yee
Einzel: Gruppenphase
Mixed: Gruppenphase (mit Benjamin Gould  Australien)